# Männer wie die Tiger
Männer wie die Tiger ist ein US-amerikanischer Blaxploitationfilm aus dem Jahre 1973 von Stephanie Rothman.

## Handlung
Nach der Abschaffung der Todesstrafe in Kalifornien in der nahen Zukunft werden Schwerverbrecher nun auf eine abgelegene tropische Insel verschifft, und dort ohne Wachen ihrem Schicksal überlassen. Die frisch verurteilte Carmen findet bei ihrer Ankunft die Insel unter der Gewalt des Häftlings Bobby vor, einem sadistischen Diktator. Auf der Insel befinden sich ungefähr vierzig männliche Gefangene und vier Frauen. Diese werden von den Männern nicht nur sexuell ausgebeutet, sondern auch zu schwerer Arbeit gezwungen. Unter der Führung des wegen Euthanasie verurteilten ehemaligen Arztes Dr. Milford trennt sich die Gruppe, die Frauen schließen sich Milford an. Es kommt daraufhin zum Kampf um die Vorherrschaft auf der Insel, in dem vor allem die Frauen blutige Rache nehmen. Nach dem Ende der Kämpfe kehrt dauerhafter Frieden auf der Insel ein.

## Hintergrund
Die Erstaufführung in Deutschland erfolgte 1975; fünf Jahre später wurde der Film auf Video veröffentlicht. Die VHS wurde 1983 erstmals indiziert und 2008 folgeindiziert. Tom Selleck und Roger E. Mosley arbeiteten hier erstmals zusammen, beide spielten zwischen 1980 und 1988 in der erfolgreichen Fernsehserie Magnum.

## Kritik
„Auf einer Sträflingsinsel ohne Polizei und Gefangenenwärter bringen sich zwei Gruppen lebenslänglich Verurteilter gegenseitig um. Spekulation mit Sex und Sadismus.“

„Es ist diese Art Film, den man fast rezensieren kann, wenn man nur den Trailer oder die Fernsehwerbung gesehen hat...“